# Liste des mammifères en Grèce
Pour des articles plus généraux, voir Liste des mammifères en Europe et Faune en Grèce.

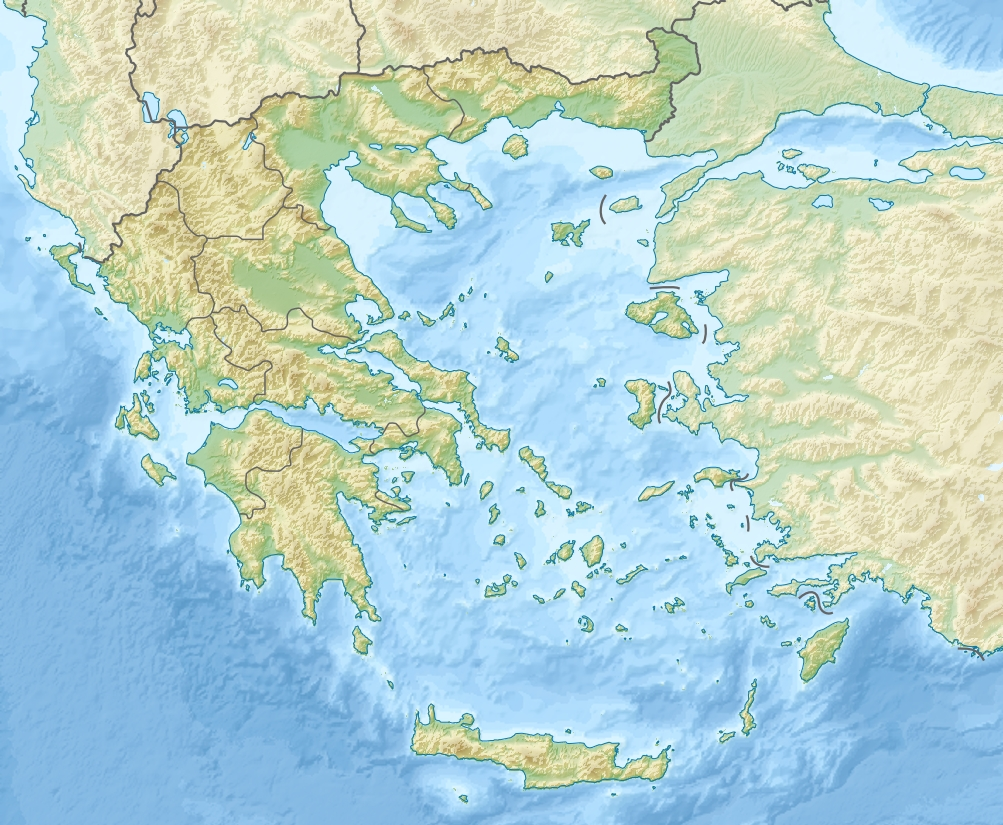
Carte topographique de la Grèce.

Localisation de la Grèce en Europe.

Cette liste commentée recense la mammalofaune en Grèce. Elle répertorie les espèces de mammifères grecs actuels et celles qui ont été récemment classifiées comme éteintes (à partir de l'Holocène, depuis donc 11 700 ans av. J.‑C.). Cette liste comporte 134 espèces réparties en onze ordres et 31 familles, dont deux sont « en danger critique d'extinction », trois sont « en danger », dix sont « vulnérables », huit sont « quasi menacées » et sept ont des « données insuffisantes » pour être classées (selon les critères de la liste rouge de l'UICN au niveau mondial).
Elle contient au moins dix espèces introduites sur ce territoire, qui sont plus ou moins bien acclimatées. Il peut contenir aussi des animaux non reconnus par la liste rouge de l'UICN (cinq mammifères ici) et ils sont classés en « non évalué » : cela étant dû notamment au manque de données, à des espèces domestiques, disparues ou éteintes avant le XVIe siècle. Il existe en Grèce trois espèces de mammifères endémiques (une actuelle et deux éteintes), notamment en Crète. Comme sous-espèces endémiques, il y a par exemple le Rat épineux de Crète (Acomys cahirinus minous) et la Chèvre sauvage de Crète (Capra hircus cretica).

## Statuts de la liste rouge de l'UICN
Les statuts de conservation utilisés par la liste rouge de l'UICN mondiale sont :
| (EX) | Éteint                  | Il n'y a pas le moindre doute sur le fait que le dernier spécimen recensé est mort.                                                                   |
| (EW) | Éteint à l'état sauvage | L'espèce est connue uniquement en captivité ou en tant que population naturalisée bien en dehors de son ancienne aire de répartition.                 |
| (CR) | En danger critique      | L'espèce risque prochainement de s'éteindre à l'état sauvage.                                                                                         |
| (EN) | En danger               | L'espèce fait face à un très gros risque d'extinction à l'état sauvage.                                                                               |
| (VU) | Vulnérable              | L'espèce fait face à un gros risque d'extinction à l'état sauvage.                                                                                    |
| (NT) | Quasi menacé            | L'espèce ne satisfait pas un ou plusieurs des critères prévus qui permettraient de la catégoriser, mais pourrait risquer de s'éteindre dans le futur. |
| (LC) | Préoccupation mineure   | Il n'y a pas de risque identifiable pour l'espèce. |
| (DD) | Données insuffisantes   | Il n'y a pas d'information adéquate qui permettraient de faire une évaluation des risques pour cette espèce.                                          |
| (NE) | Non évalué              | L'espèce n'a pas encore été confrontée aux critères précédents, n'est pas reconnue par l'UICN ou bien s'est éteinte avant le XVIe siècle.             |

## Ordre:Proboscidiens

### Famille:Éléphantidés
| Nom vulgaire, nom binominal et citation d'auteurs                    | Nom vulgaire grec (langue officielle de la Grèce) | Origine et statut en Grèce          | Aire de répartition    | Statut UICN mondial | Image                  |
| -------------------------------------------------------------------- | ------------------------------------------------- | ----------------------------------- | ---------------------- | ------------------- | ---------------------- |
| Palaeoloxodon tiliensis (Theodorou, Symeonidis & Stathopoulou, 2007) | — aucun —                                         | Autochtone (Endémique mais éteint), | Illustration manquante | (NE)                | Illustration manquante |

## Ordre:Primates

### Famille:Hominidés
| Nom vulgaire, nom binominal et citation d'auteurs | Nom vulgaire grec (langue officielle de la Grèce) | Origine et statut en Grèce | Aire de répartition                    | Statut UICN mondial | Image         |
| ------------------------------------------------- | ------------------------------------------------- | -------------------------- | -------------------------------------- | ------------------- | ------------- |
| Homme moderne Homo sapiens Linnaeus, 1758         | Άνθρωπος                                          | Autochtone,                | Aire de répartition de l'Homme moderne | [ 3 ]               | Homme moderne |

## Ordre:Lagomorphes

### Famille:Léporidés
| Nom vulgaire, nom binominal et citation d'auteurs       | Nom vulgaire grec (langue officielle de la Grèce) | Origine et statut en Grèce | Aire de répartition                     | Statut UICN mondial | Image            |
| ------------------------------------------------------- | ------------------------------------------------- | -------------------------- | --------------------------------------- | ------------------- | ---------------- |
| Lièvre d'Europe Lepus europaeus Pallas, 1778            | Λαγός                                             | Autochtone                 | Aire de répartition du Lièvre d'Europe  | [ 4 ]               | Lièvre d'Europe  |
| Lapin de garenne Oryctolagus cuniculus (Linnaeus, 1758) | Αγριοκουνελο                                      | Allochtone (Introduit),    | Aire de répartition du Lapin de garenne | [ 5 ]               | Lapin de garenne |

## Ordre:Rodentiens

### Famille:Castoridés
| Nom vulgaire, nom binominal et citation d'auteurs | Nom vulgaire grec (langue officielle de la Grèce) | Origine et statut en Grèce | Aire de répartition                     | Statut UICN mondial | Image            |
| ------------------------------------------------- | ------------------------------------------------- | -------------------------- | --------------------------------------- | ------------------- | ---------------- |
| Castor d'Eurasie Castor fiber Linnaeus, 1758      | — aucun —                                         | Autochtone (Disparu),      | Aire de répartition du Castor d'Eurasie | [ 7 ]               | Castor d'Eurasie |

### Famille:Myocastoridés
| Nom vulgaire, nom binominal et citation d'auteurs | Nom vulgaire grec (langue officielle de la Grèce) | Origine et statut en Grèce | Aire de répartition             | Statut UICN mondial | Image    |
| ------------------------------------------------- | ------------------------------------------------- | -------------------------- | ------------------------------- | ------------------- | -------- |
| Ragondin Myocastor coypus (Molina, 1782)          | Μυοκάστορας                                       | Allochtone (Introduit)     | Aire de répartition du Ragondin | [ 9 ]               | Ragondin |

### Famille:Cricétidés
| Nom vulgaire, nom binominal et citation d'auteurs                      | Nom vulgaire grec (langue officielle de la Grèce) | Origine et statut en Grèce | Aire de répartition                         | Statut UICN mondial | Image                   |
| ---------------------------------------------------------------------- | ------------------------------------------------- | -------------------------- | ------------------------------------------- | ------------------- | ----------------------- |
| Campagnol terrestre Arvicola amphibius (Linnaeus, 1758)                | Νεροαρουραίος                                     | Autochtone                 | Aire de répartition du Campagnol terrestre  | [ 10 ]              | Campagnol terrestre     |
| Campagnol des neiges Chionomys nivalis (Martins, 1842)                 | — aucun —                                         | Autochtone                 | Aire de répartition du Campagnol des neiges | [ 11 ]              | Campagnol des neiges    |
| Campagnol des champs Microtus arvalis (Pallas, 1778)                   | Αρουραίος                                         | Peut-être autochtone,      | Aire de répartition du Campagnol des champs | [ 13 ]              | Campagnol des champs    |
| Campagnol méditerranéen Microtus guentheri (Danford & Alston, 1880)    | Αρουραίος της Ανατολικης                          | Autochtone                 | Illustration manquante                      | [ 14 ]              | Campagnol méditerranéen |
| Campagnol d'Ondrias Microtus levis Miller, 1908                        | Ανατολικός σκαπτοποντικός                         | Autochtone                 | Illustration manquante                      | [ 15 ]              | Campagnol d'Ondrias     |
| Campagnol de Felten Microtus felteni Malec & Storch, 1963              | — aucun —                                         | Autochtone                 | Illustration manquante                      | [ 16 ]              | Illustration manquante  |
| Campagnol souterrain Microtus subterraneus (de Sélys Longchamps, 1836) | Σκαπτοποǯντικος                                   | Autochtone                 | Illustration manquante                      | [ 17 ]              | Campagnol souterrain    |
| Campagnol de Thomas Microtus thomasi (Barrett-Hamilton, 1903)          | Σκαπτοποντικος του Thomas                         | Autochtone                 | Illustration manquante                      | [ 18 ]              | Illustration manquante  |
| Campagnol roussâtre Myodes glareolus Schreber, 1780                    | — aucun —                                         | Autochtone                 | Aire de répartition du Campagnol roussâtre  | [ 19 ]              | Campagnol roussâtre     |
| Rat musqué Ondatra zibethicus (Linnaeus, 1766)                         | Μοσχοπόντικας                                     | Allochtone,                | Aire de répartition du Rat musqué           | [ 21 ]              | Rat musqué              |
| Hamster migrateur Cricetulus migratorius (Pallas, 1773)                | Νανοκρικετος                                      | Autochtone                 | Illustration manquante                      | [ 22 ]              | Illustration manquante  |

### Famille:Muridés
| Nom vulgaire, nom binominal et citation d'auteurs           | Nom vulgaire grec (langue officielle de la Grèce) | Origine et statut en Grèce         | Aire de répartition                         | Statut UICN mondial | Image                  |
| ----------------------------------------------------------- | ------------------------------------------------- | ---------------------------------- | ------------------------------------------- | ------------------- | ---------------------- |
| Rat épineux du Caire Acomys cahirinus (Desmarest, 1819)     | — aucun —                                         | Allochtone (Introduit),            | Aire de répartition du Rat épineux du Caire | [ 23 ]              | Rat épineux du Caire   |
| Mérione de Tristram Meriones tristrami Thomas, 1892         | Γερβιλος                                          | Peut-être autochtone               | Illustration manquante                      | [ 24 ]              | Mérione de Tristram    |
| Mulot rayé Apodemus agrarius (Pallas, 1771)                 | — aucun —                                         | Autochtone                         | Illustration manquante                      | [ 25 ]              | Mulot rayé             |
| Mulot des Balkans Apodemus epimelas (Nehring, 1902)         | — aucun —                                         | Autochtone                         | Illustration manquante                      | [ 26 ]              | Illustration manquante |
| Mulot à collier Apodemus flavicollis (Melchior, 1834)       | Κρικοποντικός                                     | Autochtone                         | Aire de répartition du Mulot à collier      | [ 27 ]              | Mulot à collier        |
| Mulot rupestre Apodemus mystacinus (Danford & Alston, 1877) | Βραχοποντικός                                     | Autochtone                         | Aire de répartition du Mulot rupestre       | [ 28 ]              | Mulot rupestre         |
| Mulot sylvestre Apodemus sylvaticus (Linnaeus, 1758)        | Δασοποντικός                                      | Autochtone                         | Aire de répartition du Mulot sylvestre      | [ 29 ]              | Mulot sylvestre        |
| Mulot des steppes Apodemus witherbyi (Thomas, 1902)         | Στεποποντικός                                     | Autochtone                         | Illustration manquante                      | [ 30 ]              | Illustration manquante |
| Rat des moissons Micromys minutus (Pallas, 1771)            | Νανοποντικός                                      | Autochtone                         | Aire de répartition du Rat des moissons     | [ 31 ]              | Rat des moissons       |
| Souris de Macédoine Mus macedonicus Petrov & Ruzic, 1983    | — aucun —                                         | Autochtone                         | Illustration manquante                      | [ 32 ]              | Illustration manquante |
| Mus minotaurus Bate, 1942                                   | — aucun —                                         | Autochtone (Endémique mais éteint) | Illustration manquante                      | (NE)                | Illustration manquante |
| Souris grise Mus musculus Linnaeus, 1758                    | Σταχτοποντικός                                    | Allochtone (Introduit),            | Aire de répartition de la Souris grise      | [ 34 ]              | Souris grise           |
| Souris des steppes Mus spicilegus Petényi, 1882             | — aucun —                                         | Autochtone                         | Illustration manquante                      | [ 36 ]              | Illustration manquante |
| Rat surmulot Rattus norvegicus (Berkenhout, 1769)           | Δεκατιστης                                        | Allochtone (Introduit)             | Aire de répartition du Rat surmulot         | [ 37 ]              | Rat surmulot           |
| Rat noir Rattus rattus (Linnaeus, 1758)                     | Μαυροποντικός                                     | Allochtone (Introduit)             | Aire de répartition du Rat noir             | [ 38 ]              | Rat noir               |

### Famille:Spalacidés
| Nom vulgaire, nom binominal et citation d'auteurs | Nom vulgaire grec (langue officielle de la Grèce) | Origine et statut en Grèce | Aire de répartition                      | Statut UICN mondial | Image             |
| ------------------------------------------------- | ------------------------------------------------- | -------------------------- | ---------------------------------------- | ------------------- | ----------------- |
| Spalax occidental Spalax leucodon Nordmann, 1840  | Μικροτυφλοπöοντικος                               | Autochtone                 | Aire de répartition du Spalax occidental | [ 39 ]              | Spalax occidental |
| Spalax de Nehring Spalax nehringi (Satunin, 1898) | — aucun —                                         | Peut-être autochtone       | Illustration manquante                   | [ 40 ]              | Spalax de Nehring |

### Famille:Gliridés
| Nom vulgaire, nom binominal et citation d'auteurs   | Nom vulgaire grec (langue officielle de la Grèce) | Origine et statut en Grèce | Aire de répartition                  | Statut UICN mondial | Image                  |
| --------------------------------------------------- | ------------------------------------------------- | -------------------------- | ------------------------------------ | ------------------- | ---------------------- |
| Loir gris Glis glis Linnaeus, 1766                  | Δασομυωξος                                        | Autochtone                 | Aire de répartition du Loir gris     | [ 41 ]              | Loir gris              |
| Lérotin commun Dryomys nitedula (Pallas, 1778)      | — aucun —                                         | Autochtone                 | Illustration manquante               | [ 42 ]              | Lérotin commun         |
| Muscardin Muscardinus avellanarius (Linnaeus, 1758) | Βουνομυωξος                                       | Autochtone                 | Aire de répartition du Muscardin     | [ 43 ]              | Muscardin              |
| Loir de Roach Myomimus roachi (Bate, 1937)          | — aucun —                                         | Autochtone                 | Aire de répartition du Loir de Roach | [ 44 ]              | Illustration manquante |

### Famille:Sciuridés
| Nom vulgaire, nom binominal et citation d'auteurs       | Nom vulgaire grec (langue officielle de la Grèce) | Origine et statut en Grèce | Aire de répartition                     | Statut UICN mondial | Image             |
| ------------------------------------------------------- | ------------------------------------------------- | -------------------------- | --------------------------------------- | ------------------- | ----------------- |
| Écureuil roux Sciurus vulgaris Linnaeus, 1758           | Kοινός σκίουρος                                   | Autochtone                 | Aire de répartition de l'Écureuil roux  | [ 45 ]              | Écureuil roux     |
| Écureuil de Perse Sciurus anomalus Gmelin, 1778         | Ασιατικός σκίουρος                                | Autochtone                 | Illustration manquante                  | [ 46 ]              | Écureuil de Perse |
| Souslik d'Europe Spermophilus citellus (Linnaeus, 1766) | Λαγόγυρος                                         | Autochtone                 | Aire de répartition du Souslik d'Europe | [ 47 ]              | Souslik d'Europe  |

## Ordre:Érinacéomorphes

### Famille:Érinacéidés
| Nom vulgaire, nom binominal et citation d'auteurs                | Nom vulgaire grec (langue officielle de la Grèce) | Origine et statut en Grèce | Aire de répartition                         | Statut UICN mondial | Image                |
| ---------------------------------------------------------------- | ------------------------------------------------- | -------------------------- | ------------------------------------------- | ------------------- | -------------------- |
| Hérisson oriental Erinaceus concolor Martin, 1838                | Σκαντζόχοιρος της ανατολικής Ευρώπης              | Autochtone                 | Aire de répartition du Hérisson oriental    | [ 49 ]              | Hérisson oriental    |
| Hérisson des Balkans Erinaceus roumanicus Barrett-Hamilton, 1900 | Ακανθόχοιρος                                      | Autochtone                 | Aire de répartition du Hérisson des Balkans | [ 50 ]              | Hérisson des Balkans |

## Ordre:Soricomorphes

### Famille:Soricidés
| Nom vulgaire, nom binominal et citation d'auteurs             | Nom vulgaire grec (langue officielle de la Grèce) | Origine et statut en Grèce | Aire de répartition                               | Statut UICN mondial | Image                  |
| ------------------------------------------------------------- | ------------------------------------------------- | -------------------------- | ------------------------------------------------- | ------------------- | ---------------------- |
| Crocidure leucode Crocidura leucodon (Hermann, 1780)          | Χωραφομυγαλιδα                                    | Autochtone                 | Aire de répartition de la Crocidure leucode       | [ 51 ]              | Crocidure leucode      |
| Crocidure des jardins Crocidura suaveolens (Pallas, 1811)     | Κηπομυγαλίδα                                      | Autochtone                 | Aire de répartition de la Crocidure des jardins   | [ 52 ]              | Crocidure des jardins  |
| Crocidure de Zimmermann Crocidura zimmermanni Wettstein, 1953 | Κρητικη σπιτομυγαλιδα                             | Autochtone (Endémique),    | Aire de répartition de la Crocidure de Zimmermann | [ 53 ]              | Illustration manquante |
| Pachyure étrusque Suncus etruscus (Savi, 1822)                | Ετρουσκομυγαλιδα                                  | Autochtone                 | Aire de répartition du Pachyure étrusque          | [ 54 ]              | Pachyure étrusque      |
| Crossope de Miller Neomys anomalus Cabrera, 1907              | Βαλτομυγαλιδα                                     | Autochtone                 | Aire de répartition de la Crossope de Miller      | [ 55 ]              | Crossope de Miller     |
| Crossope aquatique Neomys fodiens (Pennant, 1771)             | — aucun —                                         | Autochtone                 | Aire de répartition de la Crossope aquatique      | [ 56 ]              | Crossope aquatique     |
| Musaraigne carrelet Sorex araneus Linnaeus, 1758              | — aucun —                                         | Autochtone                 | Aire de répartition de la Musaraigne carrelet     | [ 57 ]              | Musaraigne carrelet    |
| Musaraigne pygmée Sorex minutus Linnaeus, 1766                | Νανομυγαλιδα                                      | Autochtone                 | Aire de répartition de la Musaraigne pygmée       | [ 58 ]              | Musaraigne pygmée      |

### Famille:Talpidés
| Nom vulgaire, nom binominal et citation d'auteurs                | Nom vulgaire grec (langue officielle de la Grèce) | Origine et statut en Grèce | Aire de répartition                         | Statut UICN mondial | Image                  |
| ---------------------------------------------------------------- | ------------------------------------------------- | -------------------------- | ------------------------------------------- | ------------------- | ---------------------- |
| Taupe aveugle Talpa caeca Savi, 1822                             | Τυφλασπαλακας                                     | Autochtone                 | Aire de répartition de la Taupe aveugle     | [ 59 ]              | Taupe aveugle          |
| Taupe d'Europe Talpa europaea Linnaeus, 1758                     | — aucun —                                         | Autochtone                 | Aire de répartition de la Taupe d'Europe    | [ 60 ]              | Taupe d'Europe         |
| Taupe des Balkans Talpa stankovici V. Martino & E. Martino, 1931 | — aucun —                                         | Autochtone                 | Aire de répartition de la Taupe des Balkans | [ 61 ]              | Illustration manquante |

## Ordre:Chiroptères

### Famille:Molossidés
| Nom vulgaire, nom binominal et citation d'auteurs       | Nom vulgaire grec (langue officielle de la Grèce) | Origine et statut en Grèce | Aire de répartition                       | Statut UICN mondial | Image              |
| ------------------------------------------------------- | ------------------------------------------------- | -------------------------- | ----------------------------------------- | ------------------- | ------------------ |
| Molosse de Cestoni Tadarida teniotis (Rafinesque, 1814) | Τυφλασπαλακας                                     | Autochtone                 | Aire de répartition du Molosse de Cestoni | [ 62 ]              | Molosse de Cestoni |

### Famille:Rhinolophidés
| Nom vulgaire, nom binominal et citation d'auteurs           | Nom vulgaire grec (langue officielle de la Grèce) | Origine et statut en Grèce | Aire de répartition                          | Statut UICN mondial | Image                 |
| ----------------------------------------------------------- | ------------------------------------------------- | -------------------------- | -------------------------------------------- | ------------------- | --------------------- |
| Rhinolophe de Blasius Rhinolophus blasii Peters, 1866       | Ρινόλοφος του Blasius                             | Autochtone                 | Aire de répartition du Rhinolophe de Blasius | [ 63 ]              | Rhinolophe de Blasius |
| Rhinolophe euryale Rhinolophus euryale Blasius, 1853        | Μεσορινόλοφος                                     | Autochtone                 | Aire de répartition du Rhinolophe euryale    | [ 64 ]              | Rhinolophe euryale    |
| Grand Rhinolophe Rhinolophus ferrumequinum (Schreber, 1774) | Τρανορινόλοφος                                    | Autochtone                 | Aire de répartition du Grand Rhinolophe      | [ 65 ]              | Grand Rhinolophe      |
| Petit Rhinolophe Rhinolophus hipposideros (Bechstein, 1800) | Μικρορινόλοφος                                    | Autochtone                 | Aire de répartition du Petit Rhinolophe      | [ 66 ]              | Petit Rhinolophe      |
| Rhinolophe de Méhely Rhinolophus mehelyi Matschie, 1901     | — aucun —                                         | Autochtone                 | Aire de répartition du Rhinolophe de Méhely  | [ 67 ]              | Rhinolophe de Méhely  |

### Famille:Minioptéridés
| Nom vulgaire, nom binominal et citation d'auteurs              | Nom vulgaire grec (langue officielle de la Grèce) | Origine et statut en Grèce | Aire de répartition                             | Statut UICN mondial | Image                    |
| -------------------------------------------------------------- | ------------------------------------------------- | -------------------------- | ----------------------------------------------- | ------------------- | ------------------------ |
| Minioptère de Schreibers Miniopterus schreibersii (Kuhl, 1817) | Πτερυγονυχτερίδα                                  | Autochtone                 | Aire de répartition du Minioptère de Schreibers | [ 68 ]              | Minioptère de Schreibers |

### Famille:Vespertilionidés
| Nom vulgaire, nom binominal et citation d'auteurs                           | Nom vulgaire grec (langue officielle de la Grèce) | Origine et statut en Grèce | Aire de répartition                                | Statut UICN mondial | Image                       |
| --------------------------------------------------------------------------- | ------------------------------------------------- | -------------------------- | -------------------------------------------------- | ------------------- | --------------------------- |
| Murin d'Alcathoé Myotis alcathoe von Helversen & Heller, 2001               | — aucun —                                         | Autochtone                 | Aire de répartition du Murin d'Alcathoé            | [ 69 ]              | Murin d'Alcathoé            |
| Murin doré Myotis aurascens Kuzyakin, 1935                                  | — aucun —                                         | Autochtone                 | Aire de répartition du Murin doré                  | [ 70 ]              | Illustration manquante      |
| Murin de Bechstein Myotis bechsteinii (Kuhl, 1817)                          | Μυωτίδα του Bechstein                             | Autochtone                 | Aire de répartition du Murin de Bechstein          | [ 71 ]              | Murin de Bechstein          |
| Petit Murin Myotis blythii (Tomes, 1857)                                    | Μικροµυωτίδα                                      | Autochtone,                | Aire de répartition du Petit Murin                 | [ 72 ]              | Petit Murin                 |
| Murin de Brandt Myotis brandtii (Eversmann, 1845)                           | Μυωτίδα του Brandt                                | Autochtone                 | Aire de répartition du Murin de Brandt             | [ 73 ]              | Murin de Brandt             |
| Murin de Capaccini Myotis capaccinii (Bonaparte, 1837)                      | Ποδαροµυωτίδα                                     | Autochtone                 | Aire de répartition du Murin de Capaccini          | [ 74 ]              | Murin de Capaccini          |
| Murin de Daubenton Myotis daubentonii (Kuhl, 1817)                          | Μυωτίδα του Daubenton                             | Autochtone                 | Aire de répartition du Murin de Daubenton          | [ 75 ]              | Murin de Daubenton          |
| Murin à oreilles échancrées Myotis emarginatus (É. Geoffroy, 1806)          | Πυρροµυωτίδα                                      | Autochtone                 | Aire de répartition du Murin à oreilles échancrées | [ 76 ]              | Murin à oreilles échancrées |
| Grand Murin Myotis myotis (Borkhausen, 1797)                                | Τρανοµυωτίδα                                      | Autochtone                 | Aire de répartition du Grand Murin                 | [ 77 ]              | Grand Murin                 |
| Murin à moustaches Myotis mystacinus (Kuhl, 1817)                           | Μουστακονυχτερίδα                                 | Autochtone                 | Aire de répartition du Murin à moustaches          | [ 78 ]              | Murin à moustaches          |
| Murin de Natterer Myotis nattereri (Kuhl, 1817)                             | Μυωτίδα του Natterer                              | Autochtone                 | Aire de répartition du Murin de Natterer           | [ 79 ]              | Murin de Natterer           |
| Sérotine d'Anatolie Eptesicus anatolicus Felten, 1971                       | — aucun —                                         | Autochtone                 | Illustration manquante                             | (NE)                | Illustration manquante      |
| Sérotine commune Eptesicus serotinus (Schreber, 1774)                       | Τρανονυχτερίδα                                    | Autochtone                 | Aire de répartition de la Sérotine commune         | [ 81 ]              | Sérotine commune            |
| Grande Noctule Nyctalus lasiopterus (Schreber, 1780)                        | — aucun —                                         | Autochtone                 | Aire de répartition de la Grande Noctule           | [ 82 ]              | Grande Noctule              |
| Noctule de Leisler Nyctalus leisleri (Kuhl, 1817)                           | Μικρονυκτοβάτης                                   | Autochtone                 | Aire de répartition de la Noctule de Leisler       | [ 83 ]              | Noctule de Leisler          |
| Noctule commune Nyctalus noctula (Schreber, 1774)                           | Νυκτοβάτης                                        | Autochtone                 | Aire de répartition de la Noctule commune          | [ 84 ]              | Noctule commune             |
| Pipistrelle de Libye Pipistrellus hanaki Hulva & Benda, 2004                | — aucun —                                         | Autochtone                 | Illustration manquante                             | [ 86 ]              | Illustration manquante      |
| Pipistrelle de Kuhl Pipistrellus kuhlii (Kuhl, 1817)                        | Λευκονυχτερίδα                                    | Autochtone                 | Aire de répartition de la Pipistrelle de Kuhl      | [ 87 ]              | Pipistrelle de Kuhl         |
| Pipistrelle de Nathusius Pipistrellus nathusii (Keyserling & Blasius, 1839) | Νυχτερίδα του Nathusius                           | Autochtone                 | Aire de répartition de la Pipistrelle de Nathusius | [ 88 ]              | Pipistrelle de Nathusius    |
| Pipistrelle commune Pipistrellus pipistrellus (Schreber, 1774)              | Νανονυχτερίδα                                     | Autochtone                 | Aire de répartition de la Pipistrelle commune      | [ 89 ]              | Pipistrelle commune         |
| Pipistrelle pygmée Pipistrellus pygmaeus (Leach, 1825)                      | Μικρονυχτερίδα                                    | Autochtone                 | Aire de répartition de la Pipistrelle pygmée       | [ 90 ]              | Pipistrelle pygmée          |
| Barbastelle d'Europe Barbastella barbastellus (Schreber, 1774)              | — aucun —                                         | Autochtone                 | Aire de répartition de la Barbastelle d'Europe     | [ 91 ]              | Barbastelle d'Europe        |
| Oreillard roux Plecotus auritus (Linnaeus, 1758)                            | Καφέ ωτονυχτερίδα                                 | Autochtone                 | Aire de répartition de l'Oreillard roux            | [ 92 ]              | Oreillard roux              |
| Oreillard gris Plecotus austriacus (J. Fischer, 1829)                       | Σταχτιά ωτονυχτερίδα                              | Autochtone                 | Aire de répartition de l'Oreillard gris            | [ 93 ]              | Oreillard gris              |
| Oreillard des Balkans Plecotus kolombatovici Dulic, 1980                    | — aucun —                                         | Autochtone                 | Illustration manquante                             | [ 94 ]              | Illustration manquante      |
| Oreillard montagnard Plecotus macrobullaris Kuzjakin, 1965                  | Ορεινή ωτονυχτερίδα                               | Autochtone                 | Aire de répartition de l'Oreillard montagnard      | [ 95 ]              | Oreillard montagnard        |
| Vespère de Savi Hypsugo savii (Bonaparte, 1837)                             | Βουνονυχτερίδα                                    | Autochtone                 | Aire de répartition de la Vespère de Savi          | [ 96 ]              | Vespère de Savi             |
| Sérotine bicolore Vespertilio murinus Linnaeus, 1758                        | — aucun —                                         | Autochtone                 | Aire de répartition de la Sérotine bicolore        | [ 97 ]              | Sérotine bicolore           |

## Ordre:Cétacés

### Famille:Balænoptéridés
| Nom vulgaire, nom binominal et citation d'auteurs          | Nom vulgaire grec (langue officielle de la Grèce) | Origine et statut en Grèce | Aire de répartition                        | Statut UICN mondial | Image            |
| ---------------------------------------------------------- | ------------------------------------------------- | -------------------------- | ------------------------------------------ | ------------------- | ---------------- |
| Baleine de Minke Balaenoptera acutorostrata Lacépède, 1804 | Ρυγχοφάλα℩να                                      | Autochtone                 | Aire de répartition de la Baleine de Minke | [ 98 ]              | Baleine de Minke |
| Baleine bleue Balaenoptera musculus (Linnaeus, 1758)       | Γαλάζια φάλαινα                                   | Peut-être autochtone,      | Aire de répartition de la Baleine bleue    | [ 99 ]              | Baleine bleue    |
| Rorqual commun Balaenoptera physalus (Linnaeus, 1758)      | Πτεροφάλαινα                                      | Autochtone                 | Aire de répartition du Rorqual commun      | [ 100 ]             | Rorqual commun   |
| Baleine à bosse Megaptera novaeangliae (Borowski, 1781)    | Μεγάπτερη φάλαινα                                 | Autochtone                 | Aire de répartition de la Baleine à bosse  | [ 101 ]             | Baleine à bosse  |

### Famille:Delphinidés
| Nom vulgaire, nom binominal et citation d'auteurs         | Nom vulgaire grec (langue officielle de la Grèce) | Origine et statut en Grèce | Aire de répartition                          | Statut UICN mondial | Image                 |
| --------------------------------------------------------- | ------------------------------------------------- | -------------------------- | -------------------------------------------- | ------------------- | --------------------- |
| Dauphin commun Delphinus delphis Linnaeus, 1758           | Κοινό δελφίνι                                     | Autochtone                 | Aire de répartition du Dauphin commun        | [ 102 ]             | Dauphin commun        |
| Globicéphale noir Globicephala melas (Traill, 1809)       | Μαυροδέλφινο                                      | Peut-être autochtone       | Aire de répartition du Globicéphale noir     | [ 104 ]             | Globicéphale noir     |
| Dauphin de Risso Grampus griseus (G. Cuvier, 1812)        | Σταχτοδέλφινο                                     | Autochtone                 | Aire de répartition du Dauphin de Risso      | [ 105 ]             | Dauphin de Risso      |
| Fausse Orque Pseudorca crassidens (Owen, 1846)            | Ψευδόρκα                                          | Autochtone                 | Aire de répartition de la Fausse Orque       | [ 106 ]             | Fausse Orque          |
| Dauphin bleu et blanc Stenella coeruleoalba (Meyen, 1833) | Ζωνοδέλφινο                                       | Autochtone                 | Aire de répartition du Dauphin bleu et blanc | [ 107 ]             | Dauphin bleu et blanc |
| Sténo Steno bredanensis (G. Cuvier in Lesson, 1828)       | Στενόρυγχο δελφίνι                                | Erratique,                 | Aire de répartition du Sténo                 | [ 109 ]             | Sténo                 |
| Grand Dauphin commun Tursiops truncatus (Montagu, 1821)   | Ρινοδέλφινο                                       | Autochtone                 | Aire de répartition du Grand Dauphin commun  | [ 110 ]             | Grand Dauphin commun  |

### Famille:Phocœnidés
| Nom vulgaire, nom binominal et citation d'auteurs  | Nom vulgaire grec (langue officielle de la Grèce) | Origine et statut en Grèce | Aire de répartition                    | Statut UICN mondial | Image           |
| -------------------------------------------------- | ------------------------------------------------- | -------------------------- | -------------------------------------- | ------------------- | --------------- |
| Marsouin commun Phocoena phocoena (Linnaeus, 1758) | Φώκαινα                                           | Autochtone                 | Aire de répartition du Marsouin commun | [ 111 ]             | Marsouin commun |

### Famille:Physétéridés
| Nom vulgaire, nom binominal et citation d'auteurs    | Nom vulgaire grec (langue officielle de la Grèce) | Origine et statut en Grèce | Aire de répartition                   | Statut UICN mondial | Image          |
| ---------------------------------------------------- | ------------------------------------------------- | -------------------------- | ------------------------------------- | ------------------- | -------------- |
| Grand Cachalot Physeter macrocephalus Linnaeus, 1758 | Φυσητήρας                                         | Autochtone                 | Aire de répartition du Grand Cachalot | [ 112 ]             | Grand Cachalot |

### Famille:Ziphiidés
| Nom vulgaire, nom binominal et citation d'auteurs           | Nom vulgaire grec (langue officielle de la Grèce) | Origine et statut en Grèce | Aire de répartition                               | Statut UICN mondial | Image                   |
| ----------------------------------------------------------- | ------------------------------------------------- | -------------------------- | ------------------------------------------------- | ------------------- | ----------------------- |
| Mésoplodon de Sowerby Mesoplodon bidens (Sowerby, 1804)     | Δίδοντος μεσοπλόδοντας                            | Erratique                  | Aire de répartition du Mésoplodon de Sowerby      | [ 114 ]             | Mésoplodon de Sowerby   |
| Baleine à bec de Cuvier Ziphius cavirostris G. Cuvier, 1823 | Ζιφιός                                            | Autochtone                 | Aire de répartition de la Baleine à bec de Cuvier | [ 115 ]             | Baleine à bec de Cuvier |

## Ordre:Artiodactyles

### Famille:Bovidés
| Nom vulgaire, nom binominal et citation d'auteurs | Nom vulgaire grec (langue officielle de la Grèce) | Origine et statut en Grèce          | Aire de répartition                          | Statut UICN mondial | Image                 |
| ------------------------------------------------- | ------------------------------------------------- | ----------------------------------- | -------------------------------------------- | ------------------- | --------------------- |
| Taurin Bos taurus Linnaeus, 1758                  | Βοοειδή                                           | Autochtone (Peut-être réintroduit), | Aire de répartition du Taurin                | (NE)                |                       |
| Chèvre égagre Capra hircus Linnaeus, 1758         | Αίγαγρος                                          | Allochtone (Introduit)              | Aire de répartition de la Chèvre égagre      | [ 119 ]             | Chèvre égagre         |
| Bouquetin des Alpes Capra ibex Linnaeus, 1758     | Αλπικός αίγαγρος                                  | Autochtone (Disparu)                | Aire de répartition du Bouquetin des Alpes   | [ 121 ]             | Bouquetin des Alpes   |
| Mouflon méditerranéen Ovis aries Linnaeus, 1758   | Αγρινό                                            | Allochtone (Introduit)              | Aire de répartition du Mouflon méditerranéen | [ 122 ]             | Mouflon méditerranéen |
| Chamois Rupicapra rupicapra (Linnaeus, 1758)      | Αγριόγιδο                                         | Autochtone                          | Aire de répartition du Chamois               | [ 123 ]             | Chamois               |

### Famille:Cervidés
| Nom vulgaire, nom binominal et citation d'auteurs       | Nom vulgaire grec (langue officielle de la Grèce) | Origine et statut en Grèce | Aire de répartition                       | Statut UICN mondial | Image              |
| ------------------------------------------------------- | ------------------------------------------------- | -------------------------- | ----------------------------------------- | ------------------- | ------------------ |
| Chevreuil européen Capreolus capreolus (Linnaeus, 1758) | Ζαρκάδι                                           | Autochtone                 | Aire de répartition du Chevreuil européen | [ 124 ]             | Chevreuil européen |
| Cerf élaphe Cervus elaphus Linnaeus, 1758               | Κόκκινο ελάφι                                     | Autochtone                 | Aire de répartition du Cerf élaphe        | [ 126 ]             | Cerf élaphe        |
| Daim européen Dama dama (Linnaeus, 1758)                | Πλατώνι                                           | Autochtone                 | Aire de répartition du Daim européen      | [ 128 ]             | Daim européen      |

### Famille:Suidés
| Nom vulgaire, nom binominal et citation d'auteurs | Nom vulgaire grec (langue officielle de la Grèce) | Origine et statut en Grèce | Aire de répartition                       | Statut UICN mondial | Image              |
| ------------------------------------------------- | ------------------------------------------------- | -------------------------- | ----------------------------------------- | ------------------- | ------------------ |
| Sanglier d'Eurasie Sus scrofa Linnaeus, 1758      | Αγριόχοιρος                                       | Autochtone                 | Aire de répartition du Sanglier d'Eurasie | [ 129 ]             | Sanglier d'Eurasie |

## Ordre:Périssodactyles

### Famille:Équidés
| Nom vulgaire, nom binominal et citation d'auteurs | Nom vulgaire grec (langue officielle de la Grèce) | Origine et statut en Grèce          | Aire de répartition                 | Statut UICN mondial | Image      |
| ------------------------------------------------- | ------------------------------------------------- | ----------------------------------- | ----------------------------------- | ------------------- | ---------- |
| Âne commun Equus asinus Linnaeus, 1758            | Γάιδαρος                                          | Allochtone (Introduit)              | Aire de répartition de l'Âne commun | [ 130 ]             | Âne commun |
| Hydrontin Equus hydruntinus Regàlia, 1904         | — aucun —                                         | Autochtone (Éteint),                | Illustration manquante              | (NE)                | Hydrontin  |
| Cheval Equus caballus Linnaeus, 1758              | Άλογο                                             | Autochtone (Peut-être réintroduit), | Aire de répartition du Cheval       | [ 132 ]             | Cheval     |

## Ordre:Carnivores

### Famille:Canidés
| Nom vulgaire, nom binominal et citation d'auteurs    | Nom vulgaire grec (langue officielle de la Grèce) | Origine et statut en Grèce | Aire de répartition                   | Statut UICN mondial | Image          |
| ---------------------------------------------------- | ------------------------------------------------- | -------------------------- | ------------------------------------- | ------------------- | -------------- |
| Chacal doré Canis aureus Linnaeus, 1758              | Χρυσό τσακάλι                                     | Allochtone, ou autochtone  | Aire de répartition du Chacal doré    | [ 135 ]             |                |
| Loup gris Canis lupus Linnaeus, 1758                 | Λύκος                                             | Autochtone                 | Aire de répartition du Loup gris      | [ 136 ]             | Loup gris      |
| Chien viverrin Nyctereutes procyonoides (Gray, 1834) | — aucun —                                         | Erratique                  | Aire de répartition du Chien viverrin | [ 137 ]             | Chien viverrin |
| Renard roux Vulpes vulpes (Linnaeus, 1758)           | Κόκκινη αλεπού                                    | Autochtone                 | Aire de répartition du Renard roux    | [ 138 ]             | Renard roux    |

### Famille:Ursidés
| Nom vulgaire, nom binominal et citation d'auteurs | Nom vulgaire grec (langue officielle de la Grèce) | Origine et statut en Grèce | Aire de répartition                | Statut UICN mondial | Image     |
| ------------------------------------------------- | ------------------------------------------------- | -------------------------- | ---------------------------------- | ------------------- | --------- |
| Ours brun Ursus arctos Linnaeus, 1758             | Καφέ αρκούδα                                      | Autochtone                 | Aire de répartition de l'Ours brun | [ 139 ]             | Ours brun |

### Famille:Mustélidés
| Nom vulgaire, nom binominal et citation d'auteurs   | Nom vulgaire grec (langue officielle de la Grèce) | Origine et statut en Grèce | Aire de répartition                        | Statut UICN mondial | Image             |
| --------------------------------------------------- | ------------------------------------------------- | -------------------------- | ------------------------------------------ | ------------------- | ----------------- |
| Loutre d'Europe Lutra lutra (Linnaeus, 1758)        | βιδρα                                             | Autochtone                 | Aire de répartition de la Loutre d'Europe  | [ 140 ]             | Loutre d'Europe   |
| Fouine Martes foina (Erxleben, 1777)                | Πετροκούναβο                                      | Autochtone                 | Aire de répartition de la Fouine           | [ 141 ]             | Fouine            |
| Martre des pins Martes martes (Linnaeus, 1758)      | Δενδροκούναβο                                     | Autochtone                 | Aire de répartition de la Martre des pins  | [ 142 ]             | Martre des pins   |
| Blaireau européen Meles meles (Linnaeus, 1758)      | Ευρωπαϊκός ασβός                                  | Autochtone                 | Aire de répartition du Blaireau européen   | [ 143 ]             | Blaireau européen |
| Hermine Mustela erminea Linnaeus, 1758              | Ερμίνα                                            | Autochtone                 | Aire de répartition de l'Hermine           | [ 144 ]             | Hermine           |
| Belette d'Europe Mustela nivalis Linnaeus, 1766     | Νυφίτσα                                           | Autochtone                 | Aire de répartition de la Belette d'Europe | [ 145 ]             | Belette d'Europe  |
| Putois d'Europe Mustela putorius Linnaeus, 1758     | — aucun —                                         | Autochtone                 | Aire de répartition du Putois d'Europe     | [ 146 ]             | Putois d'Europe   |
| Vison d'Amérique Neovison vison (Schreber, 1777)    | Απελευθερωμένα βιζόν                              | Allochtone (Introduit)     | Aire de répartition du Vison d'Amérique    | [ 147 ]             | Vison d'Amérique  |
| Putois marbré Vormela peregusna (Güldenstädt, 1770) | — aucun —                                         | Autochtone                 | Aire de répartition du Putois marbré       | [ 148 ]             | Putois marbré     |

### Famille:Phocidés
| Nom vulgaire, nom binominal et citation d'auteurs              | Nom vulgaire grec (langue officielle de la Grèce) | Origine et statut en Grèce | Aire de répartition                                 | Statut UICN mondial | Image                        |
| -------------------------------------------------------------- | ------------------------------------------------- | -------------------------- | --------------------------------------------------- | ------------------- | ---------------------------- |
| Phoque moine de Méditerranée Monachus monachus (Hermann, 1779) | Μεσογειακή Φώκια                                  | Autochtone                 | Aire de répartition du Phoque moine de Méditerranée | [ 149 ]             | Phoque moine de Méditerranée |

### Famille:Félidés
| Nom vulgaire, nom binominal et citation d'auteurs | Nom vulgaire grec (langue officielle de la Grèce) | Origine et statut en Grèce      | Aire de répartition                 | Statut UICN mondial | Image        |
| ------------------------------------------------- | ------------------------------------------------- | ------------------------------- | ----------------------------------- | ------------------- | ------------ |
| Chat sauvage Felis silvestris Schreber, 1777      | Αγριόγατα                                         | Autochtone                      | Aire de répartition du Chat sauvage | [ 150 ]             | Chat sauvage |
| Lynx boréal Lynx lynx (Linnaeus, 1758)            | Ευρασιατικός λύγκας                               | Autochtone (Peut-être disparu), | Aire de répartition du Lynx boréal  | [ 152 ]             | Lynx boréal  |
| Lion Panthera leo (Linnaeus, 1758)                | Λιοντάρι                                          | Autochtone (Disparu)            | Aire de répartition du Lion         | [ 153 ]             | Lion         |
| Léopard Panthera pardus (Linnaeus, 1758)          | Λεοπάρδαλη                                        | Autochtone (Disparu)            | Aire de répartition du Léopard      | [ 154 ]             | Léopard      |